# Мястково
Мястково (пол. Miastkowo) — деревня в Польше, входит в состав Ломжинского повята Подляского воеводства. Административный центр гмины Мястково. Находится на автодороге 61 примерно в 17 км к западу от города Ломжа. По оценке 2015 года, в деревне проживало примерно 1088 человек.
Впервые упоминается в 1413 году. В конце XIX века входило в Ломжинский уезд Ломжинской губернии. Насчитывалось 487 жителей.